# Acacia multispicata
Acacia multispicata är en ärtväxtart som beskrevs av George Bentham. Acacia multispicata ingår i släktet akacior, och familjen ärtväxter. Inga underarter finns listade i Catalogue of Life.